# Maximilian Limbach
Maximilian Limbach (* 13. September 1820 in München; † 28. Juni 1895 ebenda) war ein bayerischer Generalleutnant.

## Leben
Limbach war der Sohn eines bayerischen Oberleutnants. Nach dem Besuch des Kadettenkorps in seiner Heimatstadt trat er am 19. August 1838 als Junker in das 2. Artillerie-Regiment der Bayerischen Armee ein und avancierte Ende Januar 1840 zum Unterleutnant. Anfang April 1840 erfolgte seine Versetzung zur Ouvriers- und Anfang September 1841 zur Pontonier-Kompanie. Mit der Ausstellung des Genie-Bataillons wurde Limbach am 1. Februar 1844 in diese Formation versetzt und rückte Anfang April 1847 zum Oberleutnant im Ingenieurkorps auf. Unter weiterer Vermehrung der Genietruppe wurde er am 25. Mai 1848 zum Genie-Regiment versetzt und war ab Oktober 1849 als Hauptmann I. Klasse im Generalquartiermeisterstab tätig. Dort fungierte Limbach ab Mitte Dezember 1852 als Adjutant des Generalquartiermeisters Anton von der Mark und ab 1853 unter dessen Nachfolger Philipp von Brand zu Neidstein, bevor von der Mark 1856 erneut diesen Posten übernahm. Unter Beförderung zum Major kehrte er Ende Dezember 1858 in den Truppendienst zum Genie-Regiment zurück und avancierte im Januar 1865 zum Oberstleutnant.
Bei der Mobilmachung anlässlich des Krieges gegen Preußen wurde Limbach zunächst Kommandant des Genie-Parks und war vom 19. Juni bis zum 6. September 1866 Feldgeniedirektor der mobilen Armee. In dieser Stellung wurde er Anfang Juli 1866 zur Funktion als Regimentskommandant berufen und nach dem Friedensschluss für sein Verhalten durch Armee-Befehl vom 20. September 1866 mit dem Ritterkreuz I. Klasse des Militärverdienstordens ausgezeichnet. Limbach stieg Ende Februar 1867 zum Oberst auf und erhielt nach dem gewonnenen Krieg gegen Frankreich am 16. Juli 1871 eine Belobigung.
Am 1. April 1872 erfolgte seine Versetzung als Inspekteur der Pionier-Inspektion nach Ingolstadt. Limbach rückte am 1. Mai 1873 zum Generalmajor auf, war vom 26. Juni 1873 bis zum 18. Oktober 1876 Gouverneur von Ingolstadt und anschließend in gleicher Funktion in Germersheim tätig. Er erhielt am 24. Juli 1878 den Charakter als Generalleutnant sowie am 29. Dezember 1879 das Komturkreuz des Militärverdienstordens. In Genehmigung seines Abschiedgesuches wurde Limbach am 1. November 1882 mit Pension zur Disposition gestellt.